# 朗凯
朗凯（法語：Lanquais，法語發音：[lɑ̃kɛ]）是法国多尔多涅省的一个市镇，属于贝尔热拉克区。

## 地理
朗凯（44°49'24"N, 0°40'12"E）面积14.48 平方千米，位于法国新阿基坦大区多爾多涅省，该省份为法国西南部内陆省份，是法國本土面积第三大的省，大致对应佩里戈尔地区，北起顺时针与夏朗德省、上维埃纳省、科雷兹省、洛特省、洛特-加龙省、吉倫特省和滨海夏朗德省接壤。
与朗凯接壤的市镇（或旧市镇、城区）包括：瓦雷讷、巴亚克、库兹和圣弗龙、福村、蒙萨克、韦尔东、圣阿涅。

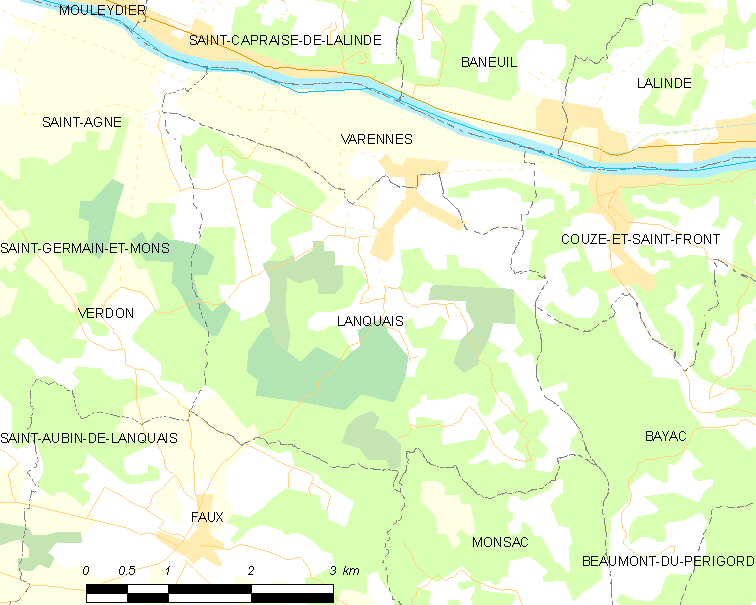
朗凯的OSM定位图

朗凯的时区为UTC+01:00、UTC+02:00（夏令时）。

## 行政
朗凯的邮政编码为24150，INSEE市镇编码为24228。

## 政治
朗凯所属的省级选区为拉兰德县。

## 人口

1962-2008年间朗凯人口变化图示

朗凯于2022年1月1日时的人口数量为501人。